# К солнцу (альбом)
«К солнцу» — четырнадцатый студийный альбом российской певицы Валерии, выпущенный 5 декабря 2017 года на лейбле Make It Music. На диске представлено 10 композиций, одна из которых — кавер на песню Софии Ротару «Время любить».

## История выхода альбома
Пластинка «К солнцу» была выпущена спустя полтора года после выхода тринадцатого студийного альбома певицы «Океаны». Над альбомом работала команда молодых поэтов и композиторов, в том числе и белорусский музыкант Кирилл Ермаков (Гуд).
Создание песен - зачастую процесс не только радостный, но и мучительный, можно переделывать один и тот же трек по сто раз, и только тогда, когда получается погрузиться целиком в эмоции, вызываемые произведением, не желая больше выискивать недостатки, можно сказать себе «стоп, пора выпускать детище на волю».Валерия
Первым синглом с альбома стала композиция «Микроинфаркты», выпущенная в марте 2017 года. В апреле на неё был снят клип, режиссёром которого выступила Екатерина Инберг. За двое суток видео набрало почти 300 тысяч просмотров на портале YouTube. В июле певица представила песню «Сердце», изначально называвшуюся «Сердце разорвано», которая менее чем за неделю набрала 112 миллионов прослушиваний на YouTube. 30 августа на канале певицы в YouTube состоялась премьера клипа на этот сингл, режиссёром которого выступила Алина Дианова. За сутки клип набрал более 500 тысяч просмотров.

## Реакция критиков
Рецензент InterMedia Алексей Мажаев поставил альбому три балла из пяти. Критик отметил, что песни «Я живу» и «В твоём мире» напоминают композицию «Была любовь», «с которой певица в своё время возвращалась на сцену после длительного перерыва по семейным обстоятельствам». Также Алексей подчеркнул, что молодые авторы «старались придумать песни „в стиле певицы“», и это, по мнению критика, им удалось. «А вот обеспечить новизну восприятия получилось крайне фрагментарно» — отметил Мажаев. Самой сильной композицией на альбоме рецензент назвал песню «Сердце». Он также отметил исполнение кавер-версии песни Софии Ротару «Время любить»: «вариант Валерии красив, но тоже очень традиционен».
Гуру Кен положительно оценил альбом, поставив ему 8 баллов из 10. Однако, по мнению критика, песни с пластинки «могли появиться не в 2017 году, а в 2007 году, и даже в 1997 году»: «Никаких там модных звучков, сбивок, смен ритмического рисунка, рисования звуком в пространстве». Лучшими композициями альбома рецензент назвал песни «Сердце» и «Микроинфаркты», которые «сделаны крепко и уже получили свои пять минут славы». Также он отметил песни «Бегу», «В твоём мире», «А4» и «Мелодия». «Вокальные аранжировки всех песен безупречны, а вот композиторам нигде не удалось сколько-нибудь свежо развернуть мелодическую линию и выйти за пределы унылой формулы „куплет-припев-каденция“» — считает рецензент. Также критик положительно отозвался о кавере Софии Ротару «Время любить»: «Мерный рояль, всхлипы гитары, гулкий клавишный фон и чистый пронзительный голос Валерии. Удачный кавер и огромное уважение к Софии Ротару бесценны».

## Список композиций
| №                   | Название            | Длительность |
| ------------------- | ------------------- | ------------ |
| 1.                  | «Я живу»            | 3:20         |
| 2.                  | «В твоём мире»      | 4:00         |
| 3.                  | «А4»                | 3:26         |
| 4.                  | «Бегу»              | 3:13         |
| 5.                  | «Космос»            | 3:17         |
| 6.                  | «Сердце»            | 3:29         |
| 7.                  | «Фотоальбом»        | 4:19         |
| 8.                  | «Микроинфаркты»     | 3:25         |
| 9.                  | «Мелодия»           | 3:33         |
| 10.                 | «Время любить»      | 3:56         |
| Общая длительность: | Общая длительность: | 34:38        |